# Os pretrapezium
Os pretrapezium is de benaming voor een extra handwortelbeentje, dat bij een klein deel van de bevolking voorkomt. Het is gelegen aan de palmaire zijde van de handwortel. Daar ligt het aan het distale uiteinde van de kop van het os trapezium, net proximaal van het eerste middenhandsbeentje.
Op röntgenfoto's wordt een os pretrapezium soms onterecht aangemerkt als afwijkend, losliggend botdeel of als fractuur.